# アディティヤ・ロイ・カプール
アディティヤ・ロイ・カプール（Aditya Roy Kapur、1985年11月16日 - ）は、インドのボリウッドで活動する俳優。

## 生い立ち
1985年11月16日にムンバイで3人兄弟の末子として生まれる。カフ・パレードのG・D・ソマニ記念学校で兄たちと共に教育を受けた。第1志望の大学の入学試験に失敗し、浪人することを避けるためセント・アンドリュー・カレッジに進学した。最終学歴はムンバイ大学付属のセント・ザビエル・カレッジ卒業である。

## キャリア

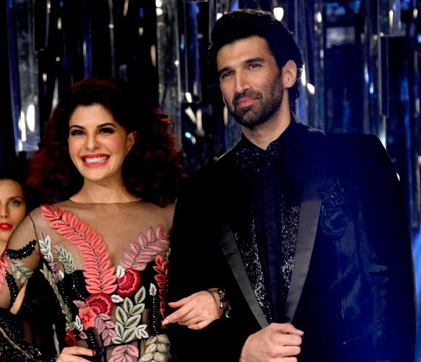
アディティヤ・ロイ・カプールとジャクリーン・フェルナンデス（2017年）

19歳の時にチャンネル・V・インディアのビデオジョッキーとしてキャリアをスタートさせた。アディティヤは人気ジョッキーとして活動し、2008年に活動を終了した。
2009年にヴィプル・アムルトラール・シャーの『London Dreams』で俳優デビューした。2010年にサンジャイ・リーラー・バンサーリーの『Guzaarish』に出演し、スターダスト・アワード 有望男優賞にノミネートされた。2013年に主演を務めた『愛するがゆえに』ではスター・スクリーン・アワードのジョディNo.1を受賞、主演男優賞にノミネートされ、ビッグ・スター・エンターテインメント・アワードの主演男優賞（ロマンティック部門）、ロマンティック・ジョディ賞を受賞した。『若さは向こう見ず』では製作者組合映画賞 助演男優賞、フィルムフェア賞 助演男優賞 、ジー・シネ・アワード 助演男優賞にノミネートされた。
2016年にカラン・ジョーハル、アーリヤー・バット、シッダールト・マルホートラ、カトリーナ・カイフ、パリニーティ・チョープラー、ヴァルン・ダワン、バードシャーと共に音楽ツアー「ドリームツアー・ボリウッド」を開催し、ロサンゼルス、サンノゼ、シカゴ、ニューヨークを巡った。

## 家族
父クムド・ロイ・カプールはパンジャーブ人ヒンディー教徒、母サロメ・アーロンはユダヤ人、祖父ラグパット・ロイ・カプールは映画プロデューサーである。長兄シッダールト・ロイ・カプールはUTVモーション・ピクチャーズのCEO、次兄クナール・ロイ・カプールは俳優として活動している。母方の祖父母であるサム、ルビー・アーロンはダンス講師として活動し、インドにサマダンスを普及させた。

## フィルモグラフィー
- London Dreams（2009年）

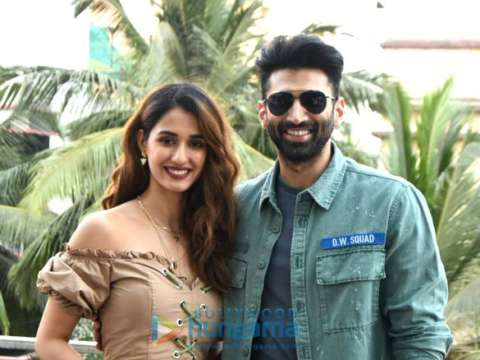
アディティヤ・ロイ・カプールとディシャ・パタニ（2020年）

- Action Replayy（2010年）
- Guzaarish（2010年）
- 愛するがゆえに（2013年）
- 若さは向こう見ず（2013年）
- Daawat-e-Ishq（2014年）
- Fitoor（2016年）
- Dear Zindagi（2016年）
- Ok Jaanu（2017年）
- Welcome to New York（2018年）
- Kalank（2019年）
- Malang（2020年）
- Sadak 2（2020年）
- LUDO 〜4つの物語〜（英語版）（2020年）